# 이중 생활 (1995년 영화)
《이중 생활》(영어: Separate Lives)은 미국에서 제작된 데이비드 매든 감독의 1995년 심리 스릴러 영화이다. 짐 벌루시, 린다 해밀턴, 비라 마일스, 엘리자베스 모스 등이 출연하였고, 마크 어민 등이 제작에 참여하였다.

## 줄거리
정신과의가 되기 위해 로런 포터의 수업을 듣는 전직 경찰 톰은 인격장애가 있는 로런 본인의 부탁으로 로런의 뒤를 밟으며 촬영을 하게 된다. 이 과정에서 로런에게 또 다른 자아인 리나가 있다는 사실이 밝혀진다. 로런은 과거 친어머니와 새아버지가 함께 살해된 사건의 유일한 목격자였는데...

## 출연
- 제임스 벌루시 - 톰 벡위스 역
- 린다 해밀턴 - 로런 포터 / 리나 역
- 비라 마일스 - 루스 골딘 박사 역
- 엘리자베스 모스 - 로니 벡위스 역
- 드루 스나이더 - 로버트 포터 역
- 마크 린지 채프먼 - 키노 사이크스 역
- 마크 포플 - 조 갤로 형사 역
- 엘리자베스 알런 - 디 해리스 역
- 마이클 웨일리 - 밀러 형사 역
- 조슈아 멀리나 - 랜들 역
- 리사 밴더펌프 - 하이디 포터 역

## 기타 제작진
- 공동 제작: 앤드루 허시
- 미술: 베른트 아마데우스 카프라
- 의상: 재클린 G. 아서